# 친환경 밀집 도시
친환경 밀집 도시(Eco Compact City, ECC)는 도시의 토지를 고밀도로 이용하는 것이다. 장점은 에너지효율, 교통비용감소, 공유자원의 사용 등이 있다. 지속 가능한 개발과 함께 부각되고 있는 개념이다. 흩어져 있는 자원의 이동을 감소시키고 자원을 절약하고 오염발생을 줄일 수 있다.

## 같이 보기
- 압축 도시